# Gravitation
Gravitation (グラビテーション Gurabitēshon?) es una serie de manga de género shōnen-ai escrita e ilustrada por Maki Murakami. La historia sigue los intentos de Shūichi Shindō y su banda, Bad Luck, de convertirse en la siguiente sensación musical de Japón, y las luchas de este último por conquistar el corazón del escritor Eiri Yūki.
Fue publicado por la editorial Gentōsha en su revista Kimi to Boku desde 1996 hasta 2002. El manga ha sido licenciado para su publicación en inglés por Tokyopop, así como también para una novela ligera. The Gravitation Collection es una serie de 6 volúmenes, cada uno de los cuales contiene dos volúmenes originales del manga. Una secuela, Gravitation EX, fue publicada en la revista Genzo desde 2004 hasta 2009. En 2011, fue nuevamente publicada por Web Spica. En 1999, Gravitation fue adaptado a dos OVAs de treinta minutos, los cuales fueron dirigidos por Shin'ichi Watanabe. Una adaptación a serie de anime dirigida por Bob Shirohata y producida por Studio Deen con colaboración de SPE Visual Works, comenzó su transmisión en Japón el 4 de octubre de 2000 y finalizó el 10 de enero de 2001, con un total de trece episodios. El anime fue primeramente transmitido por Wowow y por Tokyo MX en 2007. Tanto los OVAs como la serie han sido licenciado en Norteamérica por Nozomi Entertainment.

## Argumento
La historia gira en torno a Shūichi Shindō, un joven que sueña con convertirse en un gran cantante junto a su mejor amigo, Hiroshi Nakano, con quien toca en una banda llamada Bad Luck. Shūichi desea ser la próxima gran estrella de Japón y seguir los pasos de su ídolo, Ryūichi Sakuma, vocalista del legendario grupo Nittle Grasper. Una noche, mientras Shūichi busca la letra adecuada para una canción que está componiendo, se cruza con un desconocido que recoge el papel en el que estaba escribiendo su canción cuando fue soplado por el viento. El extraño crítica duramente el trabajo de Shūichi y lo califica como basura, lo que afecta profundamente a este último. A pesar de su cólera, queda intrigado por el sujeto, quien resultó ser el famoso novelista de historias de romance, Eiri Yūki. 

### Gravitation EX.
Gravitation EX continúa la historia donde esta se dejó en el volumen doce del manga original. Shūichi y Eiri viajan a Nueva York y aceptan cuidar temporalmente del hijo de Yuki Kitazawa, Riku. Más adelante, Shūichi comienza un breve romance con Ryūichi Sakuma, quien admite que siempre ha estado enamorado de él. Eiri sufre un accidente automovilístico que le hace perder temporalmente la vista, mientras que Reiji anuncia que ha recopilado todo lo que ha sucedido en una película. Shūichi cree que esta película es la razón por la cual Ryūichi "fingió" querer estar con él, aunque los verdaderos motivos de Ryūichi permanecen desconocidos. Eiri, visiblemente afectado ante la perspectiva de perder a Shūichi, le ruega Ryūichi que no se lo quite, puesto que es lo único importante que le queda en la vida.

## Personajes

### Principales
Shūichi Shindō (新堂 愁一 Shindō Shūichi?)
Voz por: Tomokazu Seki, Rich McNanna (inglés)
Es el protagonista principal de la historia. Su ambición es seguir los pasos de su ídolo, Ryūichi Sakuma, vocalista de la legendaria banda Nittle Grasper y convertirse en un éxito en la escena pop de Japón, por lo cual funda la banda Bad Luck junto a su mejor amigo, Hiro. Shūichi es un joven inocente y enérgico, además de que suele ser bastante emocional hasta el punto de que la calidad de su canto es afectada por su relación con Yuki. Sin embargo, es decidido y perseverante cuando se enfoca en lo que quiere. Inicialmente, Yuki le trata con frialdad, pero Shūichi no se deja desanimar por el comportamiento frío de este y finalmente ambos comienzan una relación más estable. La banda de Shūichi también comienza a elevarse en el mundo del estrellato y gran parte de la serie se centra en sus intentos de equilibrar las exigencias de su trabajo con su búsqueda por los afectos de Yuki.
Eiri Yūki (由貴 瑛里 Yūki Eiri?)
Voz por: Kazuhiko Inoue, Kōki Miyata (joven), Rome Elliot (inglés)
Es un popular novelista de historias de romance que conoce a Shūichi en un parque y con quien comienza una relación romántica. Tanto en el manga como anime, Eiri y Shūichi luchan con su estatus de celebridad y por mejorar las diferencias en su relación. El padre de Eiri es un monje, el cual dirige un templo en Kioto. Tiene un hermano menor, Tatsuha, y una hermana mayor, Mika, quien está casada con Tōma Seguchi. Su carácter serio se debe a que ha reprimido sus sentimientos por muchos años, además de que lo que siente por Shūichi lo confunde continuamente. Sin embargo, luego de asistir a terapias constantes olvida su pasado y acepta por completo a Shūichi. Al comienzo de la historia, Eiri solía estar comprometido con Ayaka Usami, pero rompe su compromiso.
Hiroshi Nakano (中野 浩司 Nakano Hiroshi?)
Voz por: Yasunori Matsumoto, Daniel Kevin Harrison (inglés)
Es el mejor amigo de Shūichi, con quien formó Bad Luck. Tranquilo y mucho más sabio que el impetuoso de su amigo, suele ser la voz de la razón para este. Es el guitarrista de la banda y está enamorado de Ayaka (la ex-prometida de Yuki). A pesar de que al comienzo Ayaka todavía parecía tener sentimientos por Yuki, con el tiempo ella se propone a olvidarlo y acepta salir con Hiro. Tiene un hermano mayor llamado Yūji, cuyas elecciones de vida, al igual que las de Hiro, fueron rechazadas por sus padres: Hiroshi es el guitarrista de una banda (sus padres querían que fuera doctor) y Yūji es un actor. Su personaje se basa en el cantante Hiroyuki Takami.
Tōma Seguchi (瀬口 冬馬 Seguchi Tōma?)
Voz por: Ai Orikasa, Bill Rogers (inglés)
Es el tecladista de Nittle Grasper y presidente de la compañía de grabación N-G. Está casado con Mika, la hermana mayor de Eiri, de quien es muy sobreprotector. Se culpa a sí mismo por el trauma que sufrió Eiri cuando era un adolescente debido a que él fue quien contrató a Kitazawa como su tutor. Se muestra educado y respetuoso con todo el mundo, además de ser una persona amable y templada, aunque puede llegar a ser un hombre de negocios muy despiadado. A medida que la historia avanza, se hace evidente que gran parte de esta personalidad es solo una máscara cuidadosamente construida; sobre todo cuando surge un asunto que involucra a Eiri, donde tiende a actuar de manera irracional e incluso violenta. Tōma está basado en el músico Daisuke Asakura, quien escribió la mayor parte de la música para la serie. La mangaka Maki Murakami confirmó esto cuando asistió a un panel de prensa.
Suguru Fujisaki (藤崎 順 Fujisaki Suguru?)
Voz por: Fujiko Takimoto, Luke Novak (inglés)
Es el teclista de Bad Luck. Suguru es primo de Tōma Seguchi y se unió a Bad Luck gracias a la influencia de este, quien creía que la banda necesitaba más miembros. A pesar de fingir ser educado con los demás, Suguru es bastante similar a su primo en cuanto a personalidad se trata, dejando de lado su desafortunada propensión de ser controlado por otros. Aunque sólo tiene dieciséis años, su talento es increíble y es muy consciente de ello. Suguru conoce el pasado de Eiri, a la vez que Eiri también parece conocer el suyo, con Eiri comentando que Suguru estaba "escondiendo su verdadera identidad". En el manga, es conocido por hacer insinuaciones sexuales hacia Hiroshi, de quien está enamorado.

### Secundarios
Ryūichi Sakuma (佐久間 竜一 Sakuma Ryūichi?)
Voz por: Kappei Yamaguchi, Kenneth Robert Marlo (inglés)
Es el vocalista de la popular banda Nittle Grasper. Tres años antes del comienzo de la historia, abandonó la banda para comenzar una carrera como solista en América, aunque más tarde regresó a Japón y decidió reformar Nittle Grasper al sentirse inspirado por la presentación de Bad Luck. Aprecia a Shūichi como un gran amigo y también como un rival, por quien no tiene que ser superado y le ayuda para que se convierta en un gran cantante. Ryūichi normalmente actúa de manera infantil, con la única excepción de cuando canta. Otros personajes han notado que Ryūichi y Shūichi son bastante similares en su manera infantil de actuar. Su mejor amigo es un conejo de felpa rosa llamado Kumagoro (Sr. Bear, en la versión inglesa), el cual solía pertenecer a K-san, su antiguo mánager. Está basado en el cantante Ryūichi Sakamoto.
Noriko Ukai (鵜飼 典子 Ukai Noriko?)
Voz por: Haruna Ikezawa, Yuri Amano (OVA), Zoe Fries (inglés)
Solía ser la teclista de Nittle Grasper, pero se une a Bad Luck por un tiempo por petición directa de Touma. Cuando Nittle Grapser vuelve a unirse, Noriko abandona Bad Luck y vuelve como teclista a su antigua banda. Siempre regaña a Ryūichi por su comportamiento infantil e hiperactivo, a menudo actuando como una hermana mayor para este. Exige lo mejor de su banda y suele ser bastante ruda, gritona y muy talentosa. Su marido e hija solo aparecen en el manga. 
Claude "K" Winchester (クロード・ウィンチェスター Kurōdo Uinchesutā?)
Voz por: Ryōtarō Okiayu, Brian Maillard (inglés)
Claude, conocido simplemente como "K", es el ex-mánager de Ryūichi y actual mánager de Bad Luck. K normalmente tiende a ser bastante agresivo en todo lo que tenga relación con la promoción de la banda y quiere que estos salten al estrellato mediante cualquier medio. Su preocupación principal es Bad Luck, pero los sucesos que ponen en riesgo la carrera de la misma también le llevan a involucrarse en la relación de Eiri y Shūichi. Es americano, siendo descrito como el estereotipo estadounidense que siempre lleva un arma con él y no dudará en usarla en cualquier momento o lugar (aunque en el tomo once del manga se explica el por qué de su adicción a las armas y el disparar a discreción). En el manga, tiene una esposa llamada Judy y un hijo, Michael. 
Sakano (坂野?)
Voz por: Takehito Koyasu, Billy Regan (inglés)
Es el muy estresado productor de Bad Luck y previamente su mánager. Admira a Tōma Seguchi y anhela ser considerado su mano derecha. Sakano aprovecha todas las oportunidades que se le presentan, aunque no sea tan complaciente como K. Sakano tiene una tendencia a entrar en pánico, lo que le hace parecer una persona demasiado nerviosa. Sin embargo, toma muy en serio la mala suerte y ha ido incluso en contra Touma para asegurar su éxito y el de Bad Luck. En el manga, también se vuelve mánager de Nittle Grasper.
Mika Seguchi (瀬口 美華 Seguchi Mika?)
Voz por: Hiromi Tsuru, Debora Rabbai (inglés)
Es la hermana mayor de Eiri y Tatsuha, y esposa de Tōma. Se muestra muy preocupada por Eiri y puede llegar a ser muy fría si se lo propone. En el manga, Mika quería hacer que Eiri viera a su padre moribundo, sobornando a Shūichi con su propio marido. 
Tatsuha Uesugi (上杉 樹把 Uesugi Tatsuha?)
Voz por: Hideo Ishikawa
Es el hermano menor de Eiri y Mika. Comparte las mismas características físicas que su hermano, a excepción de su cabello y ojos negros. Está obsesionado con Ryūichi, a quien considera un dios y cuyos videos mira repetidas veces. Resulta ser un personaje tan infantil como Shūichi y también le apoya para que no se dé por vencido en su relación con su hermano. En el manga, se supone que incluso tienen la misma voz.
Maiko Shindō (新堂 舞子 Shindō Maiko?)
Voz por: Yūko Mizutani (OVA), Rei Igarashi (audio cómic)
Es la hermana menor de Shūichi, de diecisiete años de edad. Adora a Eiri y se ha jactado de haber leído todas sus novelas. Maiko apoya a su hermano en su decisión de querer ser una gran estrella y normalmente se le ve brindándole apoyo. También se muestra comprensiva con la relación de Shūichi y Eiri. Su personaje solo aparece en el manga y OVA.
Yūki Kitazawa (北沢 由貴 Kitazawa Yūki?)
Voz por: Toshikatsu Izaki
Fue el tutor de Eiri cuando este vivía en Nueva York, habiendo sido contratado por Tōma para que cuidase de él. Kitazawa era escritor y fue quien infundió en el joven Eiri su pasión por la escritura. Ambos se volvieron muy amigos hasta que el alcoholismo de Kitazawa causó que todo tomase un giro para lo peor. Kitazawa está muerto al comienzo de la historia y solo se le ve mediante los recuerdos de Eiri.
Ayaka Usami (宇佐美 あやか Usami Ayaka?)
Voz por: Rie Tanaka
Es una joven de dieciséis años, la única descendiente de una familia de monjes de alta alcurnia. Estuvo prometida en matrimonio con Eiri, y cuando se entera de la relación de Eiri con Shūichi, intenta separarlos. Sin embargo, se da cuenta de que Eiri jamás sería feliz con ella y deliberadamente termina alentando a Shūichi para que no se rindiese en su relación. Comienza a salir con Hiro para tratar de olvidarse de Eiri.
Reiji (玲二 Reiji?)
Voz por: Miki Nagasawa
Originalmente trabajaba para la compañía discográfica estadounidense XMR, de la que su padre es presidente. A menudo se le ve con una bazuca. Una vez (en el manga) utilizó un panda gigante. Es amigo de Judy, la esposa de K. Durante su estancia en Nueva York, se enamora de Shuichi. Después, se convierte en la mánager de Bad Luck por un tiempo.

## Desarrollo

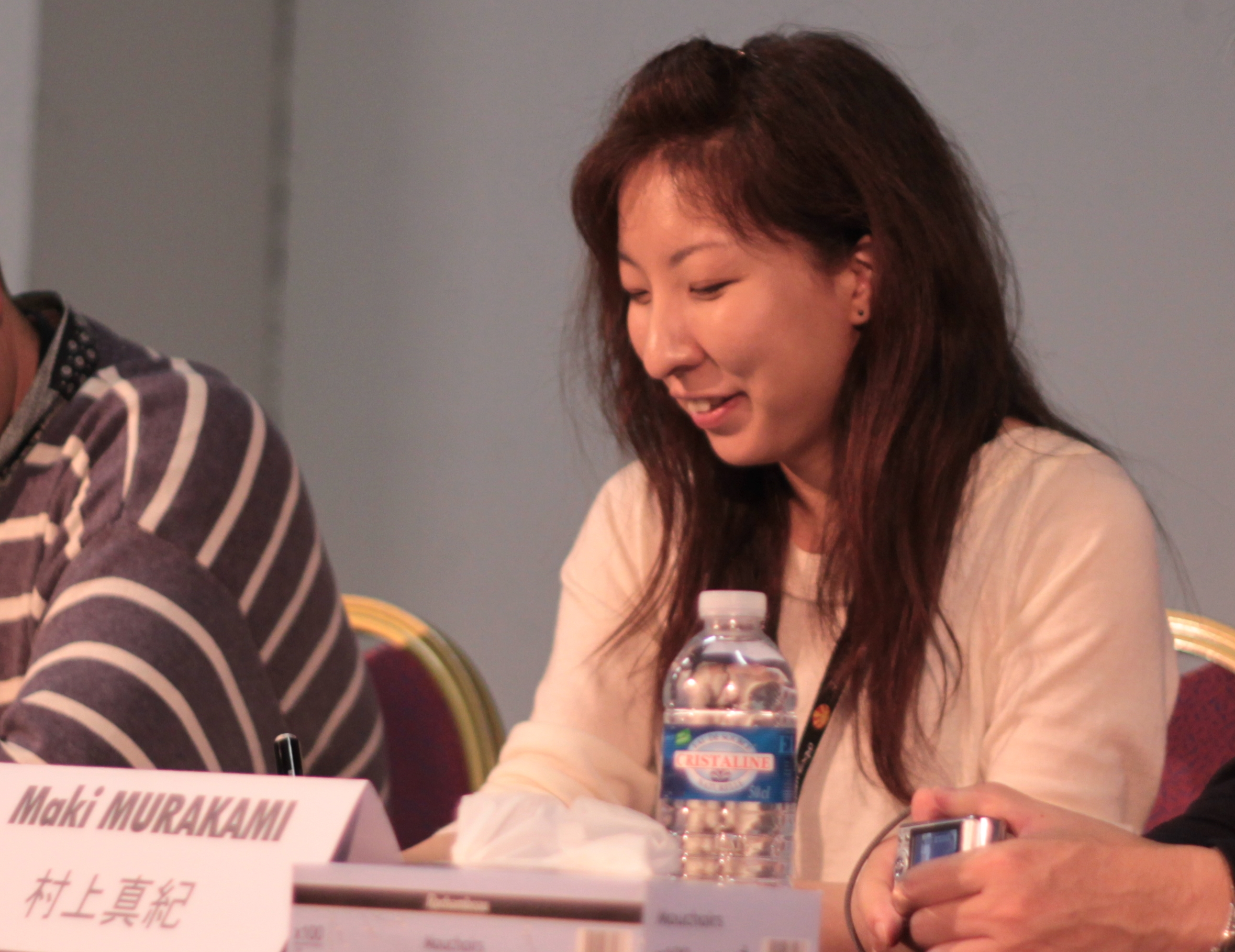
La mangaka Maki Murakami.

El precursor de Gravitation fue originalmente una serie de dōjinshis titulados Help!, los cuales seguían una historia similar a la posterior, aunque los personajes fueron creados con diferentes roles. La autora, Maki Murakami, visitó Nueva York con el objetivo de realizar una historia de Gravitation donde los personajes visitan la ciudad.
Murakami ha descrito los dōjinshi previos a Gravitation como «bastantes 'hardcore' y con material para adultos», en los cuales se explora las tensiones habidas entre los personajes. Murakami también ha escrito una serie de dōjinshi de trece volúmenes llamada Gravitation Remix bajo el auspicio de Crocodile Ave. Los dōjinshi son mucho más sexualmente explícitos que el anime y se desvían fuertemente de la historia del manga. Fanáticos de la saga solicitaron que Tokyopop licenciara Gravitación Remix para su publicación en Norteamérica, a lo que Tokyopop respondió que considera la representación de algunos personajes como "demasiado joven" y que no estaba de acuerdo con los temas de incesto presentes en este.
Además de Remix, Murakami creó otros cuatro dōjinshi altamente explícitos llamados Mega-gra, Megamix: Panda, Megamix: Kumagorou y Megamix: Capybara. Estos también se desvían de la historia original del manga, además de incorporar contenido shotacon. Un nuevo megamix, titulado Megamix Zebra, se centra en Shūichi, Ryūichi y Eiri.

## Media

### Manga
Escrito e ilustrado por Maki Murakami, el manga fue serializado en la revista Kimi to Boku de Gentōsha entre 1996 y 2002. Un total de once volúmenes tankōbon fueron lanzados por Sony Magazines entre el 7 de marzo de 1996 y el 25 de diciembre de 2000. Gentōsha comenzó a republicar el manga el 24 de abril de 2002, concluyendo con el duodécimo volumen el 24 de agosto de 2002. Una edición especial fue lanzada también por Gentōsha entre el 25 de abril y el 22 de septiembre de 2006.
Tokyopop licenció el manga para su lanzamiento en Norteamérica, publicando los doce volúmenes del 5 de agosto de 2003 al 12 de julio de 2005. Tokyopop también lanzó una serie de seis volúmenes recopilatorios entre 2009-10. Madman Entertainment distribuyó la serie en Nueva Zelanda y Australia.
Una secuela, Gravitation EX, comenzó a ser serializada en japonés e inglés en la revista en línea Web Comic Genzo. El primer volumen fue publicado simultáneamente por Gentōsha y Tokyopop el 24 de febrero de 2007. Madman Entertainment también distribuyó la serie en Nueva Zelanda y Australia. En la edición de marzo de 2009, Murakami colocó la serie en hiatus; retomando su publicación el 28 de junio de 2011 en la revista en línea de Gentōsha, Web Spica. El segundo volumen fue publicado el 24 de noviembre de 2011.
El 28 de mayo, Murakami publicó un one-shot basado en Gravitation, titulado Shindo Shindō-ke no Jijō (新堂家の事情 Las circunstancias de la familia Shindō?), la cual fue seguida por una serie del mismo nombre el 28 de julio por Web Spica.

#### Lista de volúmenes
| N.º | Título       | Fecha de lanzamiento | ISBN original          |
| --- | ------------ | -------------------- | ---------------------- |
| 1   | «Volumen 1»  | Marzo de 1996        | ISBN 978-4-7897-8023-0 |
| 2   | «Volumen 2»  | Julio de 1996        | ISBN 978-4-7897-8036-0 |
| 3   | «Volumen 3»  | Noviembre de 1996    | ISBN 978-4-7897-8044-5 |
| 4   | «Volumen 4»  | Marzo de 1997        | ISBN 978-4-7897-8050-6 |
| 5   | «Volumen 5»  | Agosto de 1997       | ISBN 978-4-7897-8059-9 |
| 6   | «Volumen 6»  | Abril de 1998        | ISBN 978-4-7897-8072-8 |
| 7   | «Volumen 7»  | Octubre de 1998      | ISBN 978-4-7897-8088-9 |
| 8   | «Volumen 8»  | Mayo de 1999         | ISBN 978-4-7897-8106-0 |
| 9   | «Volumen 9»  | Enero de 2000        | ISBN 978-4-7897-8218-0 |
| 10  | «Volumen 10» | Julio de 2000        | ISBN 978-4-7897-8278-4 |
| 11  | «Volumen 11» | Diciembre de 2000    | ISBN 978-4-7897-8322-4 |
| 12  | «Volumen 12» | Agosto de 2002       | ISBN 978-4-344-80117-2 |

### OVA
Una adaptación a un OVA de dos partes fue creada por los estudios Plum, Animate Film, Movic, SPE Visual Works y Sony Magazines. El primer episodio fue lanzado el 23 de julio de 1999, mientras que el segundo lo fue dos meses después, el 22 de septiembre de 1999. El tema de apertura "Blind Game Again" y el tema de cierre es "Smashing Blue" con letra, composición y arreglos realizados por Mad Soldiers e interpretadas por Kinya Kotani. Todas las otras canciones, así como también las habidas en el episodio dos, fueron hechas por Mad Soldiers e interpretadas por Kotani. Fue lanzado en DVD en Norteamérica por Nozomi Entertainment en 2005, bajo el nombre de Gravitation: Lyrics of Love.

### Anime
Una adaptación a serie de anime fue producida por Studio Deen con la colaboración de SPE Visual Works y Sony Magazines. Fue originalmente transmitido por la cadena Wowow desde el 4 de octubre de 2000 hasta el 10 de enero de 2001, con un total de 13 capítulos. La dirección estuvo a cargo de Bob Shirohata. Los temas de apertura y cierre son "Super Drive" y "Glaring Dream", interpretadas por Yosuke Sakanoue y Kinya Kotani, respectivamente.

#### Lista de episodios
| N.º | Título              | Estreno                 |
| --- | ------------------- | ----------------------- |
| 1   | «Gravitation»       | 4 de octubre de 2000    |
| 2   | «Live in Soul»      | 11 de octubre de 2000   |
| 3   | «Stray Heart»       | 18 de octubre de 2000   |
| 4   | «Wave Shock»        | 25 de octubre de 2000   |
| 5   | «Winding Road»      | 1 de noviembre de 2000  |
| 6   | «Shady Scheme»      | 8 de noviembre de 2000  |
| 7   | «Ground Zero»       | 15 de noviembre de 2000 |
| 8   | «Song and Song»     | 22 de noviembre de 2000 |
| 9   | «The Deepest Brain» | 29 de noviembre de 2000 |
| 10  | «Heads or Tails»    | 7 de diciembre de 2000  |
| 11  | «Secret Day»        | 13 de diciembre de 2000 |
| 12  | «Breathless»        | 20 de diciembre de 2000 |
| 13  | «Got It All»        | 10 de enero de 2001     |

### CD drama
Un total de ocho CD drama se han producido para Gravitation, contando como elenco a la mayoría de los actores de voz del anime y los OVA. Los CD drama también contienen temas musicales interpretadas por los actores de voz originales.

### Novelas
Gravitation cuenta con dos novelas; la primera fue publicada el 30 de noviembre de 2000 y sigue la historia contada en los OVAs. Una segunda novela, titulada Gravitation: The Novel - voice the temptation (小説グラビテーション　voice the temptation Shōsetsu Gurabitēshon - voice the temptation?), fue escrita por Jun Lennon y publicada el 30 de septiembre de 2002. La novela sigue a Shuichi mientras éste se adentra en una persecución a través de Japón para encontrar a Yuki, quien ha sido secuestrado. Ambas fueron publicados en Norteamérica por Tokyopop. La primera fue publicada el 7 de marzo de 2006 y la segunda el 11 de julio de 2006 bajo el nombre Gravitation: voice of temptation. Las dos novelas también fueron relanzadas y publicadas el 24 de febrero de 2007.

## Recepción
Se estima que se han vendido casi medio millón de copias de Gravitation desde su lanzamiento estadounidense desde 2003 a 2007. En 2005, se posicionó en el primer puesto de la lista de mangas yaoi de BookScan. Andrea Wood de WSQ: Women's Studies Quarterly, ha señalado que incluso un manga shōnen-ai suave como Gravitation «depende en insinuaciones sexuales, doble sentido cómico y referencias visuales codificadas con el fin de mantener una corriente subterránea erótica que no es sexualmente explícita». También ha apreciado una página del manga en la cual se muestran paneles fragmentados durante la escena de un beso, donde la "mano errante" de Yuki proporciona una "imaginación tentadora y sugerente" que alienta la imaginación del lector.